# Янковская культура
Янковская культура — археологическая культура, выделенная в южной части Приморского края. Существовала в IX-VIII-V веках до н. э. в эпоху раннего железа. Янковская археологическая культура была названа в честь своего первооткрывателя Михаила Ивановича Янковского.

## Посёлки
К числу наиболее хорошо изученных посёлков янковской культуры относятся Песчаный I, Малая подушечка и Олений I. Памятник «Солонцовая 2» находится в Шкотовском районе. Типичный посёлок янковской культуры Песчаный I был расположен на полуострове Песчаный, он состоял из 30 полуподземных домов. Всего известно около 120 посёлков янковской культуры, включая прибрежные (в том числе сезонные), где к скотоводству, охоте, собирательству и земледелию (последнее играло второстепенную роль) добавлялся морской промысел, и долинные, расположенные дальше от моря в долинах рек, где земледелие наряду со скотоводством выходило на передний план, а собирательство, охота и рыболовство отодвигались на второстепенные роли. Типичные строения Янковской культуры представляют собой четырёхугольные полуземлянки каркасного типа площадью от 11 до 120 м².

## Особенности
Для янковской культуры свойственно большое количество предметов из камня (наконечники стрел, долота, ножи, точила) и малое количество предметов из металла. Было много каменных наконечников копий и кинжалов, которые имитировали бронзовые литые образцы.
Глиняная посуда имела разнообразную форму, сосуды имели широкие горла и плавные очертания или же были горшковидны, чаши располагались на колоколовидном поддоне. Красились сосуды в основном в оранжевый, красный и чёрный цвета. Орнамент наносился на верхнюю часть посуды, он делался прочерчиванием, налепными валиками и точечными вдавлениями.
К особенностям янковской археологической культуры также относится большое количество различных костяных предметов, например, игл и украшений, а также кучи раковин рядом с поселениями этой культуры.
В Приморье известны три местонахождения с антропологическим материалом в раковинных кучах: Чапаево-17, Зайсановка-7, Поспелово-1. Все они относятся к янковской культуре (2,8—2 тыс. л. н.). Люди янковской культуры (~1000 лет до н. э.) генетически похожи на людей неолитической культуры Бойсмана (~5000 лет до н. э.), документируя непрерывное присутствие этого профиля предков в бассейне реки Амур, простирающегося по меньшей мере до восьми тысяч лет назад.

## Могилы
Могилы рылись под жилищами, они представляли собой неглубокие ямы, как правило, выложенные камнем. Умерший клался на спину, головой к югу. В посёлке Чапаево был обнаружен «домик мёртвых», в котором похоронили почти всех умерших жителей населённого пункта.

## Палеогенетика
У образца I1202 эпохи железного века (Pospelovo 1, Burial 1, Skeleton 1, 997—825 лет до н. э.) определена Y-хромосомная гаплогруппа N1a-F1206>N-L729>N1a2-F1008/L666/F1360>F1360* (не N1a1-M46/TAT и не N1a2b-P43) и митохондриальная гаплогруппа C5b.

## Предметы янковской культуры из собрания Музея истории Дальнего Востока имени В. К. Арсеньева

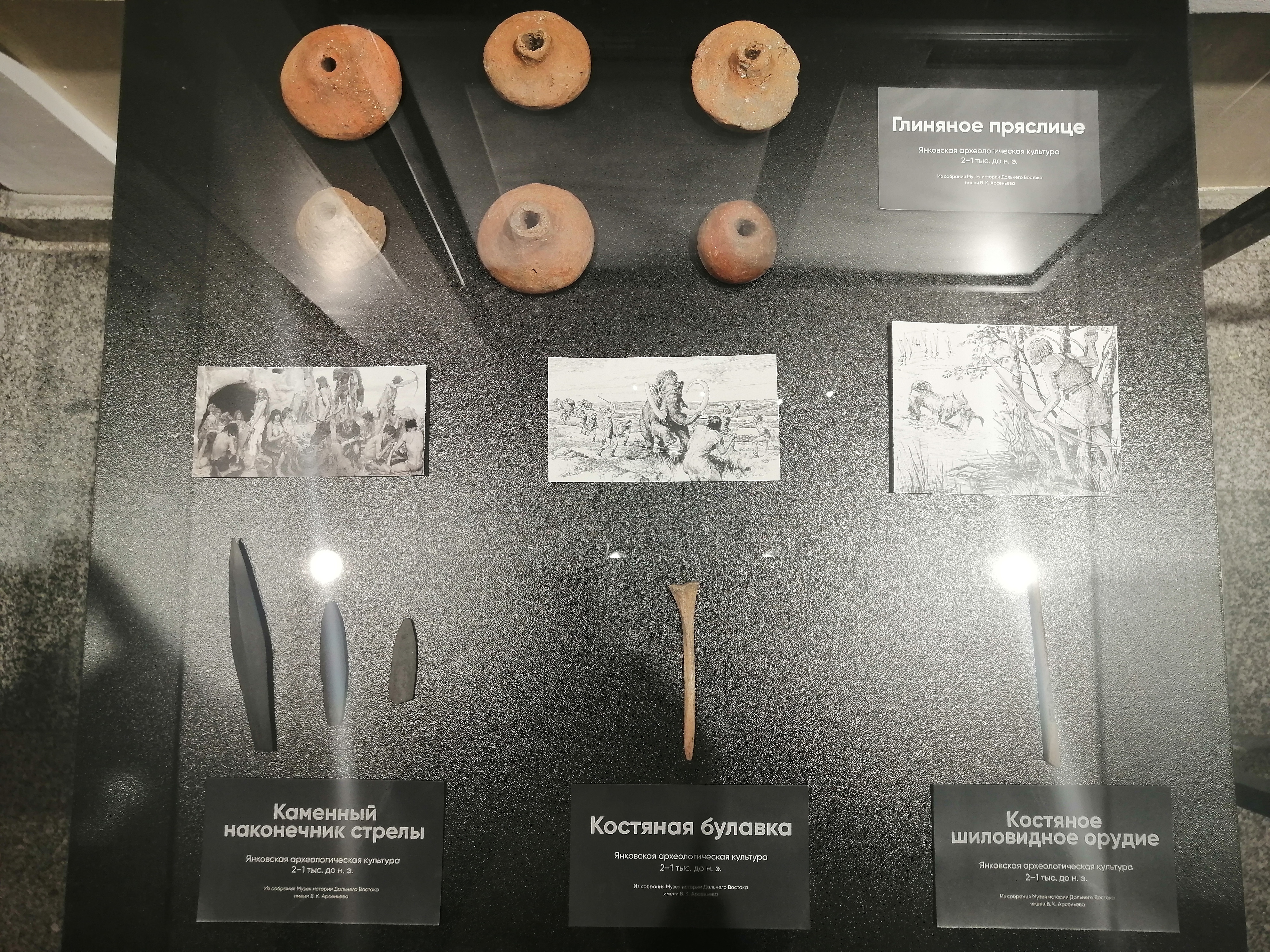
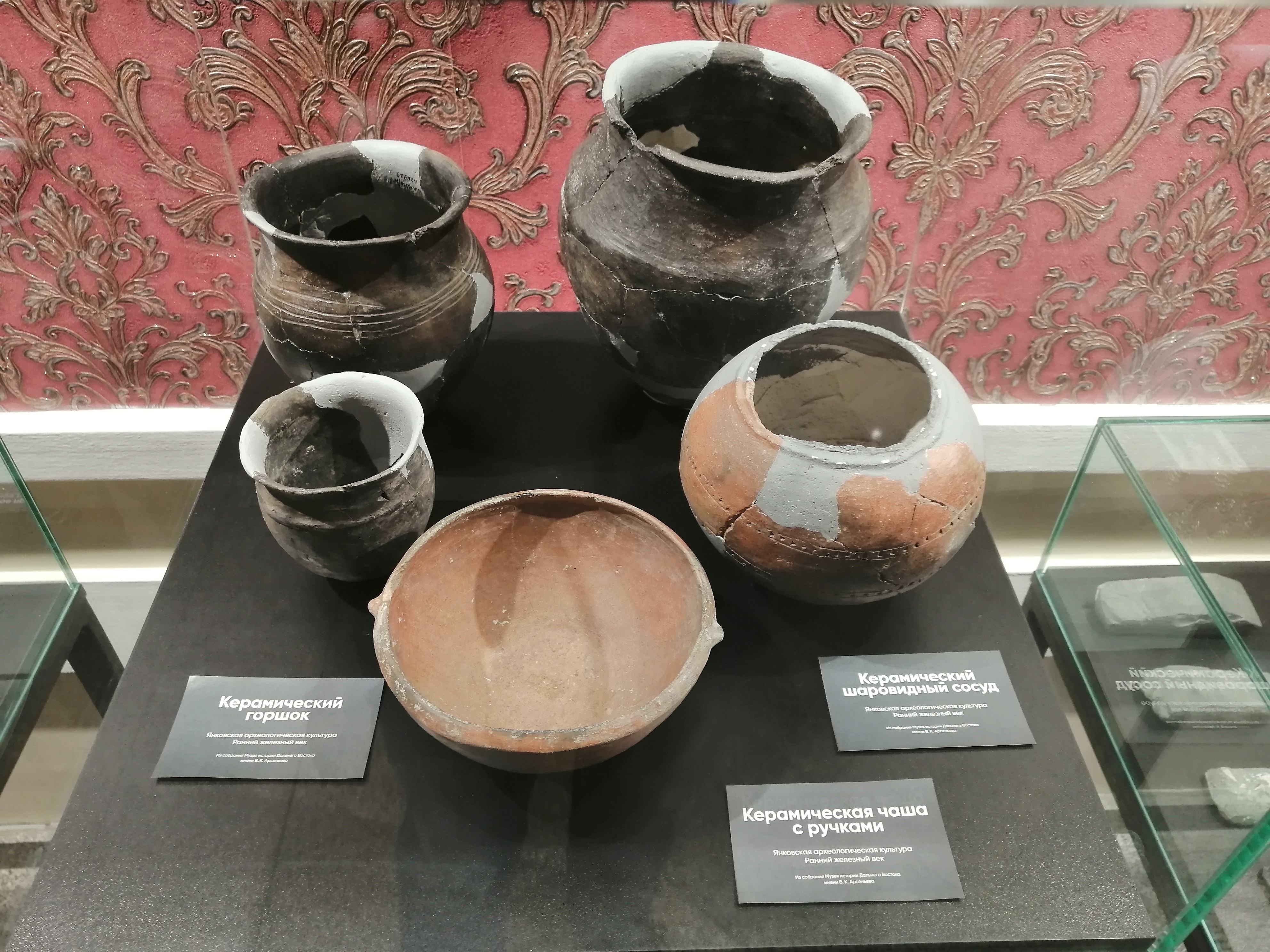
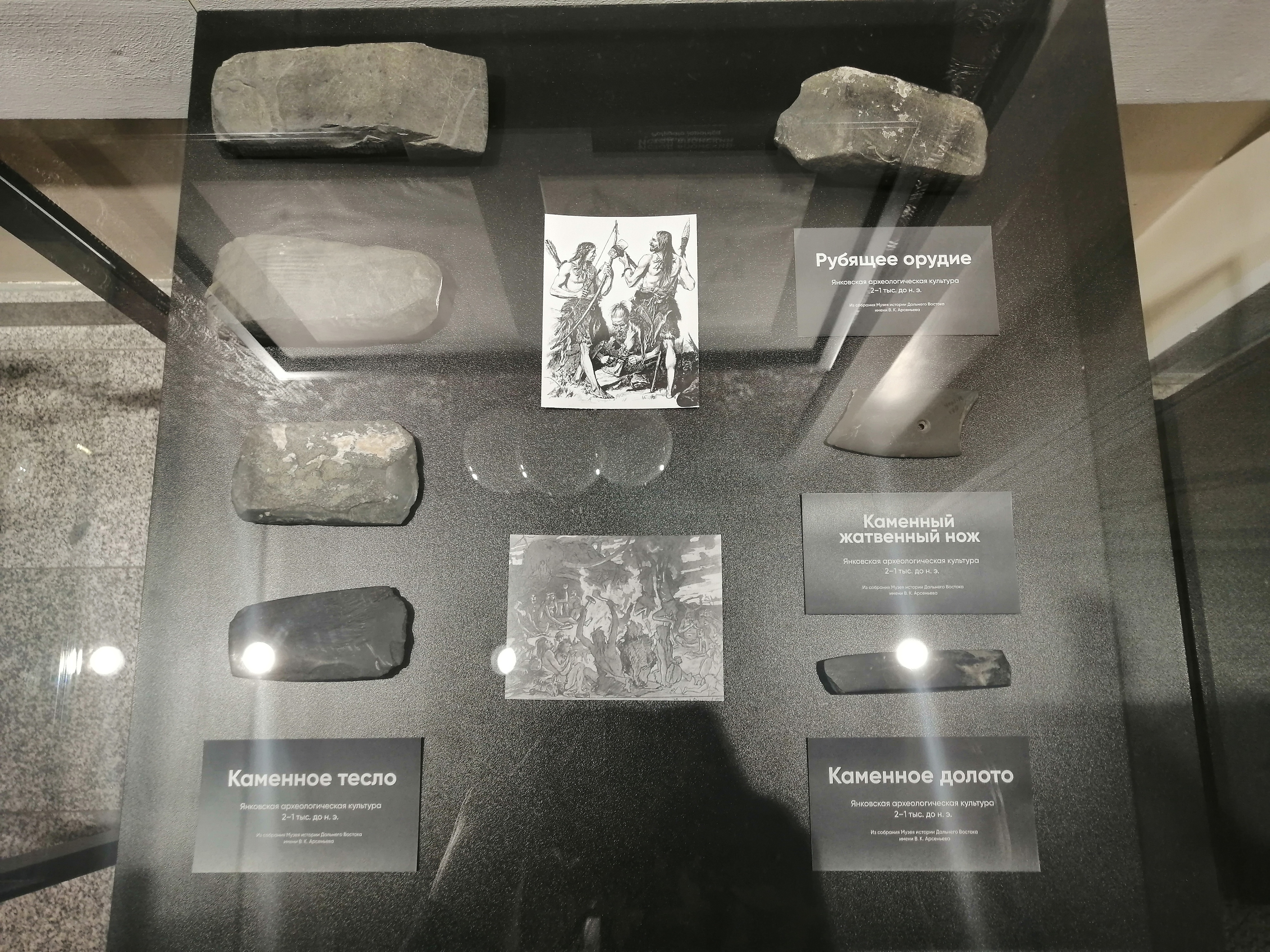